# 久慈光久
久慈 光久（くじ みつひさ）は日本の漫画家。『ヤングアニマル』、『Fellows!』などで短編作品を発表後、14世紀のスイス独立を題材とした長編連載『狼の口 〜ヴォルフスムント〜』を発表。

## 人物
2012年には『狼の口 〜ヴォルフスムント〜』コミックス4巻の発売を記念して、有隣堂藤沢店で原画展が開催された。

## 作品リスト

### 連載
- 舞子の部屋（英國戀物語エマ 第二幕公式サイト2007年4月13日 - 2007年8月31日、エンターブレイン）※舞子プラズマ名義[2][3]
- 狼の口 〜ヴォルフスムント〜（『Fellows!』volume3 - 『ハルタ』volume38、エンターブレイン）
- 鋼鐵の薔薇（『青騎士』Nr.2A[4] - 連載中、KADOKAWA）

### 読切
- 戦国銃兵 孫一（未発表 2004年7月）[3]
- 雷電突攻（未発表 2004年12月）[3]
- 夢侍（『ヤングアニマル嵐』2005年5号、白泉社）[3]
- 弾丸餓鬼（『ヤングアニマル』2005年19号・2005年21号、白泉社）[3]
- 千草峠の風（『コミックビームFellows!』volume1、エンターブレイン）[3]
- ラピットファイア（『Fellows!』Vol.1、エンターブレイン）[3]
- 鎧光赫赫（『Fellows!』Vol.4、エンターブレイン）[3]
- 慰安旅行（『ハルタ』Vol.20）
- 新兵ゾフィ（『ハルタ』Vol.40）
- 剣闘奴隷アキレイア（『ハルタ』Vol.49（2017年）、KADOKAWA）[5]
- セレネとエンディミオン（『スレンダーフェローズ』（ハルタ Vol.50の応募者全員プレゼント企画の冊子））
- 剣闘奴隷アマゾニア（『ハルタ』Vol.58）
- 甲冑武闘（『ハルタ』Vol.61）

### 書籍
- 『狼の口 〜ヴォルフスムント〜』全8巻
- 『鎧光赫赫』（エンターブレイン、2010年4月、ISBN 978-4047264663） - 短編集。「夢侍」、「戦国銃兵 孫一」、「雷電突攻」、「弾丸餓鬼」、「千草峠の風」、「舞子の部屋」、「ラピッドファイア」、「鎧光赫赫」を収録[3]
- 『甲冑武闘 アーマード・バトル』（ハルタコミックス、2019年4月、ISBN 978-4-04-735347-3） - 中短編集。「甲冑武闘」、「新兵ゾフィ」、「セレネとエンディミオン」、「慰安旅行」、「剣闘奴隷アキレイア」、「剣闘奴隷アマゾニア」を収録
- 『鋼鐵の薔薇』（KADOKAWA〈青騎士コミックス〉、2022年[6] - 、既刊1巻）※2022年7月20日現在

## 師匠
- 三浦建太郎
- 森薫